# Наречена реаніматора
«Наречена реаніматора» (англ. Bride of Re-Animator) — американський фільм жахів, екранізація оповідання Говарда Лавкрафта. Продовження фільму «Реаніматор» 1985 року.

## Сюжет
Криваві події, що відбулися у свій час у клініці Міскотонік, не зупиняють Герберта Веста і його друга Дена Кейна Вони продовжують свої експерименти по поліпшенню унікального еліксиру, здатного повертати до життя будь-яке, навіть саме мертве тіло. Доповнивши склад еліксиру новим інгредієнтом, Вест і Кейн отримують можливість ще більш витончено глумитися над Життям і Смертю.

## У ролях
- Джеффрі Комбс — доктор Герберт Вест
- Брюс Ебботт — доктор Ден Кейн
- Клод Ерл Джонс — лейтенант Леслі Чефем
- Фабіана Уденіо — Франческа Данеллі
- Девід Гейл — доктор Карл Хілл
- Кетлін Кінмонт — Глорія
- Мел Стюарт — доктор Грейвс
- Ірен Форрест — медсестра Шеллі
- Майкл Страссер — Ернест
- Мері Шелдон — Мег Халсі
- Фабіан Аломар — солдат

реанімовані
- Мардж Тернер — Елізабет Чефем
- Джонні Ледженд — худий труп
- Девід Бінум — чорний труп
- Ноубл Крейг
- Кім Паркер
- Чарльз Шнайдер
- Ребека Скотт
- Джей Еванс